# Ikuzawa HW001
La Ikuzawa HW001 è un'automobile monoposto sportiva di Formula 1 progettata dall'ingegnere Enrique Scalabroni  per il Team Ikuzawa con lo scopo di partecipare alla stagione di Formula 1 1994.

## Storia
Tetsu Ikuzawa,ex pilota di F1 tra il 1968 e il 1969,decise che era giunto il momento di tornare in Formula 1 ma questa volta con il suo team privato.
Il direttore del team era Peter Windsor, mentre Manminder Hayre doveva essere il responsabile dell'elettronica.
Ikuzawa nel 1994 aprì un ufficio di progettazione a Basildon,dove sviluppò il design del modello Ikuzawa HW001 su una scala del 25%, che fu sottoposto a test in galleria del vento. Il design mostrava anche delle sezioni laterali insolite.
Il team successivamente fallì a causa della mancanza di sponsor e quindi economicamente insufficiente (anche grazie alla crisi economica giapponese durante i primi anni novanta) e anche il fatto che l'ingegnere Scalabroni lasciò il team per altri progetti.